# 桂一奴
桂 一奴（かつら いちやっこ）は落語の名跡。江戸・上方、両方で名乗られた。上方は二代続いた名跡だが、現在はどちらも空き名跡となっている。
- 上方初代桂一奴 - 後∶二代目立花家花橘
- 上方二代目立花家一奴（1887年 - 没年不詳・昭和初期・中期？）、本名不詳。もとは京都綾小路麸屋町の酒屋の若旦那だったが、1918年、周囲の反対にもかかわらず初代の門下となり、立花家一奴を名乗った。
- 江戸桂一奴 - 本項にて記述。

桂 一奴（かつら いちやっこ、1890年1月11日 - 昭和20年代半ば没）、本名は酒井 潔。
1909年、三代目古今亭今輔の門下となり、古今亭今三郎の名で柳連に所属、4月に下谷鈴本亭で初高座。大正半ばころ、初代桂小南の門下となり桂南枝を名乗る。
1921年、桂一奴と改名し、百面相を演じる。まもなく幇間に転じたが、翌年には雀家翫語楼となり、1925年、六代目春風亭柳橋の門下で春亭文枝、続いて八代目桂文治の門下で桂文明、1935年には再度、一奴に復名した。
1948年3月まで生存が確認できる。その後の足取りは不明だが、直後に没した模様。